# Bahnhofshotel (Darmstadt)
Das ehemalige Bahnhofshotel ist ein Baudenkmal in der hessischen Großstadt Darmstadt.

## Architektur und Geschichte
Das ehemalige Bahnhofshotel wurde 1912 nach Plänen des Darmstädter Architekturbüros Markwort und Seibert erbaut. Äußerlich ähnelt es stark dem einstigen Hotel zur Post, das auf der nordwestlichen Ecke des gleichen Blocks steht. Das Hotel zur Post wurde ebenfalls vom Architekturbüro Markwort und Seibert entworfen und sollte durch einen Zwischentrakt – der äußerlich ursprünglich den beiden Hotelgebäuden angepasst sein sollte – mit dem Bahnhofshotel verbunden werden. Wegen fehlender finanzielle Mittel und dem Ausbruch des Ersten Weltkriegs wurde der Zwischentrakt aber zunächst nicht errichtet.
Als die Architekten Markwort und Seibert schließlich in der Weimarer Republik bauen konnten, war ihr Entwurf aus dem Jahre 1912 stilistisch überholt. So ergänzten sie 1928 die Zeile in neuem Stil um den fehlenden Mittelteil (Miele-Haus). Das ehemalige Bahnhofshotel bildet dabei den Kopfbau der gesamten Anlage.
Mitte der 1980er Jahre wurde das Bauwerk restauriert. Das Gebäude wird als Büro- und Geschäftshaus genutzt.

## Denkmalschutz
Aus architektonischen und ortsgeschichtlichen Gründen ist das Bauwerk aufgrund des Hessischen Denkmalschutzgesetzes ein Kulturdenkmal.